# Club Deportivo Atlético Audaz
El Atlético Audaz fue un club de fútbol del Ecuador con sede en Machala, Ecuador. Fue uno de los clubes más jóvenes dentro de la Primera División del Fútbol Ecuatoriano. Fue fundado el 2 de septiembre de 1988 y no jugó en la Segunda Categoría, ya que por problemas administrativos el club es suspendido por la FEF por deudas pendientes, hasta que por insolvencias económicas, sueldos impagos, fueron desafiliados de la FEF. Posteriormente el club fue disuelto.

## Historia
El club nace de la idea de formar un equipo de la ciudad; un grupo de emprendedores interesados en este proyecto, lograron plasmarlo, se reúnen entusiastas machaleños amantes del fútbol con la intención de conformar un equipo que sea el emblema de El Oro. En la provincia de El Oro (donde Machala es su capital) solo había pocos equipos, como el Audaz Octubrino, Kléber Franco Cruz, Bolívar, Urseza, Parma, Junín y Oro Fútbol Club de Machala y Santos FC de El Guabo, que siempre han intentado ascender a la Serie B del campeonato y lo habían logrado. 
Posteriormente se realizó la inscripción en la Federación Ecuatoriana de Fútbol, quedando así habilitados para jugar el torneo de ascenso del Campeonato Ecuatoriano de Fútbol en 2008. 
El 14 de diciembre de 2008, consigue el ansiado ascenso a la serie B al vencer al Cuniburo de Cayambe 1-0 por la última fecha del cuadrangular de ascenso; el tanto de la victoria fue del siempre artillero de Buenavista, Diego Sandoval, quien efectivizó un tiro penal a los 33 minutos del primer tiempo. El encuentro fue sufrido de principio a fin por la fanaticada orense que se dio cita en un número de 12.000 personas al coloso de la 25 de Junio. Su rápido ascenso a la Primera B, causó sorpresa; el Atlético Audaz nació para no morir jamás, un reto de esfuerzo y dedicación. El Atlético Audaz es denominado "El Equipo Bananero" por la ciudad de Machala que es rica en cultivos y plantaciones de banano; y "El Equipo Verdolaga" por los colores de su camiseta. Es debutante en la Serie B del torneo nacional. Pasó del fútbol aficionado al profesional, por lo que no cuenta con la infraestructura necesaria o solvencia económica para jugadores de renombre por lo que en la primera etapa de la Serie B se tuvo que conformar con el penúltimo lugar. Sin embargo, para la segunda etapa, fue contando con jugadores profesionales que elevaron su nivel futbolístico haciéndolo animador y hasta puntero en estas tres primeras fechas. Recientemente consiguió un histórico triunfo el 26 de julio de 2009 ante el Barcelona por 2-1 en un partido de carácter amistoso. En 2010, luego de quedar en el cuarto lugar (34 pts) y siendo animador del mismo en la primera etapa, cae en la segunda etapa en un bache que casi le hace perder la categoría en la última fecha de no ser por su empate 0-0 ante el Deportivo Azogues en Azogues.
Al comenzar el 2011, el club se reestructuró desde su dirigencia hasta su plantel, esperando mejorar su rendimiento. Pero los resultados continuaron bajos y luego de tres temporadas de pelear por no caer a Segunda Categoría, El magro desempeño llevó a la renuncia del presidente Fernando Sánchez y Fabián Aguilar y a la llegada de Esteban Quirola en sus reemplazos y a la renuncia del entrenador Oswaldo Morelli y a las llegadas de Ángel García, Héctor Silva y Marcos Villaroel en sus reemplazos. Finalmente descendió, tras caer 2-0 al recién ascendido Técnico Universitario su rival del ascendido, haciéndose inalcanzable para el conjunto machaleño ya que el Atlético Audaz fue suspendido por la FEF por deudas pendientes.
El conjunto verdolaga quiere seguir ganándose el corazón de la hinchada de Machala. Para ello, los bananeros sólo juegan los partidos de local en el Estadio 9 de Mayo, que hacen de la capital de la provincia de El Oro su sede permanente. Actualmente, hay dos opciones para que los jugadores cumplan con los entrenamientos: el mismo Estadio 9 de Mayo, la Cancha de Fuerte Militar "Bolívar" en El Cambio, parroquia rural del cantón Machala y el Complejo Deportivo de la Asociación de Fútbol Profesional de El Oro de Machala, los tres están en buenas condiciones. Además, existe una buena infraestructura hotelera machaleña para acoger al plantel verdolaga como es el Hotel Oro Verde, ubicada en la Avenida Circunvalación Norte y Calle Vehicular V7 en la Urbanización Unioro en Machala.

## Estadio
El Estadio 9 de Mayo es un estadio de fútbol de Ecuador. Está ubicado en la avenida 25 de Junio y Las Palmeras de la ciudad de Machala. Su capacidad es para 16.500 espectadores.
Fue inaugurado el 9 de mayo de 1939 conmemorando además con motivo de acercarse conmemorativamente los 60 años de la justa heroica de los héroes de la Batalla de las Carretas de Machala con su nombre en honor que rindieron su homenaje y tributo que se derriba de la fecha de la justa heroica de los héroes de la Batalla de las Carretas de Machala que ocurrió el 9 de mayo de 1895 y con su nombre que se derriba de la fecha que fue creada la Federación Deportiva de El Oro y por ende se creó la Asociación Deportiva 9 de Mayo con lo cual se fundó el nombre del actual Estadio "9 de Mayo" de Machala en honor que rindieron su homenaje y tributo que se derriba de la fecha de la justa heroica de los héroes de la Batalla de las Carretas de Machala que ocurrió el 9 de mayo de 1895, quince años después el Estadio 9 de Mayo fue remodelado, reconstruido y reinaugurado de 1970 a 1974 y para la Copa América realizado en Ecuador en 1993. En 1985 se instaló un marcador electrónico de fabricación húngara Electroimpex.
Este estadio fue una de las sedes de la Copa América Ecuador 1993, y se disputaron allí partidos entre Colombia, México y Bolivia.
En 2001 y con apariencia renovada, allí se jugaron tres partidos de la ronda final del Campeonato Sudamericano Sub-20 Ecuador 2001: entre Brasil, Colombia, Argentina, Chile, Paraguay y Ecuador (país anfitrión).
Acerca de competencias deportivas, este estadio acogió a nivel nacional, fue sede de los IX Juegos Nacionales Machala 2000.
El estadio también desempeña un importante papel en el fútbol local, ya que los clubes machaleños como el Carmen Mora de Encalada de Pasaje (provisional), Bonita Banana, Audaz Octubrino, Santos de El Guabo (provisional), Valdez Sporting Club de Milagro (provisional), Liga Deportiva Universitaria de Portoviejo (provisional), Nueve de Octubre de Guayaquil (provisional), Calvi Fútbol Club de Guayaquil (provisional), Atlético Audaz, Kléber Franco Cruz, Fuerza Amarilla, Bolívar, Urseza, Parma, Junín, Deportivo Machala, Atlético Pacífico, Santa Fe, Río Amarillo de Portovelo, Estudiantes Octubrinos, Sport Banaoro, Macarsa, América de Machala, Oro Fútbol Club, LDU de Machala, Machala Fútbol Club y Machala Sporting Club hacían y/o hacen de locales en este escenario deportivo.
Asimismo, este estadio es sede de distintos eventos deportivos a niveles provincial y local, así como es escenario para varios eventos de tipo cultural, especialmente conciertos musicales (que también se realizan en el Coliseo de Deportes de la ciudad y en el Recinto Ferial de Machala).

## Uniforme
- Uniforme titular: Camiseta verde con franja blanca y azul en el hombro derecho, pantalón verde con blanco, medias blancas.
- Uniforme alternativo: Camiseta naranja con franja negra y blanca en el hombro derecho, pantalón naranja con negro, medias naranjas.

### Evolución
| Uniforme Titular 2007 | Uniforme Alterno 2007 | Uniforme Titular 2008-2010 | Uniforme Alterno 2008-2010 |  |

| Uniforme Titular 2011 | Uniforme Alterno 2011 |

### Auspiciantes
- Actualizado al 2011.

Esta es la cronología de las marcas y patrocinadores de la indumentaria del club.
Las siguientes tablas detallan cronológicamente las empresas proveedoras de indumentaria y los patrocinadores que ha tenido el Atlético Audaz desde el año 1988 hasta el año 2011:
| Período   | Proveedor |
| --------- | --------- |
| 1988-2010 | Sin Marca |
| 2011      | Astro     |

| Período   | Patrocinador         |
| --------- | -------------------- |
| 1988-2006 | Sin patrocinador     |
| 2007-2008 | Banco de Machala     |
| 2009      | Icapar               |
| 2010      | Sin patrocinador     |
| 2011      | Hillary Ostrich Farm |

## Datos del club
- Temporadas en Serie B: 3 (2009-2011).
- Temporadas en Segunda Categoría: 2 (2007-2008).
- Mejor puesto en la liga: 4.° (Primera Etapa de la Serie B 2010).
- Peor puesto en la liga: 12.° (Serie B 2011).
- Mayor goleada a favor en torneos nacionales:
  - 5 - 2 contra Imbabura (2 de julio de 2010).[1]
- Mayor goleada en contra en torneos nacionales:
  - 6 - 1 contra Técnico Universitario (8 de julio de 2011).[2]
- Máximo goleador histórico:
- Máximo goleador en torneos nacionales:
- Primer partido en torneos nacionales:
  - Atlético Audaz 0 - 0 Universidad Católica (27 de febrero de 2009 en el Estadio 9 de Mayo).

## Palmarés

### Torneos nacionales
| Competición                        | Títulos | Subcampeonatos |
| ---------------------------------- | ------- | -------------- |
| Segunda Categoría de Ecuador (0/1) |         | 2008.          |

### Torneos provinciales
| Competición                       | Títulos | Subcampeonatos |
| --------------------------------- | ------- | -------------- |
| Segunda Categoría de El Oro (1/1) | 2007.   | 2008.          |

### Torneos amistosos
- Copa Amistoso frente a Barcelona: 2009.

## Jugadores

### Jugadores históricos
Fuente:
| - Nicolás Asencio - John García |

Una de las incorporaciones es Diego Larrea, flamante jugador, elegante y con buen pie..argentino... viene para sumar..